# Carl W. Hergenrother
| 6533 Giuseppina       | 24 febbraio 1995  |
| 6613 Williamcarl      | 2 giugno 1994     |
| 7488 Robertpaul       | 27 maggio 1995    |
| 7489 Oribe            | 26 giugno 1995    |
| 7707 Yes              | 17 aprile 1993    |
| 7887 Bratfest         | 18 settembre 1993 |
| 7959 Alysecherri      | 2 agosto 1994     |
| 8109 Danielwilliam    | 25 febbraio 1995  |
| 8711 Lukeasher        | 5 giugno 1994     |
| 12396 Amyphillips     | 24 febbraio 1995  |
| 12789 Salvadoraguirre | 14 ottobre 1995   |
| 44192 Paulguttman     | 18 giugno 1998    |
| 55844 Bičák           | 12 settembre 1996 |
| 69406 Martz-Kohl      | 30 settembre 1995 |
| 121725 Aphidas        | 13 dicembre 1999  |

Carl William Hergenrother (1973) è un astronomo statunitense.
Il Minor Planet Center gli accredita le scoperte di trentatre asteroidi, effettuate tra il 1993 e il 2013, in parte in cooperazione con altri astronomi: Stephen M. Larson e Timothy B. Spahr.
Ha inoltre scoperto la cometa di lungo periodo C/1996 R1 Hergenrother-Spahr e due comete periodiche 168P/Hergenrother e 175P/Hergenrother.
Gli è stato dedicato l'asteroide 3099 Hergenrother.